# Güveloğlu, Yüreğir
Güveloğlu là một xã thuộc huyện Yüreğir, tỉnh Adana, Thổ Nhĩ Kỳ. Dân số thời điểm năm 2009 là 316 người.